# Saturn-Award-Verleihung 2024
Die 48. Saturn-Award-Verleihung (aufgrund der 2023 anlässlich des fünfzigjährigen Jubiläums geänderten Zählung offiziell als 51. Saturn-Award-Verleihung geführt) fand am 4. Februar 2024 statt. Die Verleihung wurde aufgrund der Streiks der Drehbuchautoren und der Schauspieler verschoben. Die Nominierungen wurden am 6. Dezember 2023 bekanntgegeben.

## Nominierungen und Gewinner

### Film
| Kategorie                    | Preisträger                                             | Film                                           | Nominierungen |
| ---------------------------- | ------------------------------------------------------- | ---------------------------------------------- | --- |
| Bester Science-Fiction-Film  |                                                         | Avatar: The Way of Water                       | The Creator M3GAN Prey Transformers: Aufstieg der Bestien |
| Bester Fantasyfilm           |                                                         | Indiana Jones und das Rad des Schicksals       | Barbie Dungeons & Dragons: Ehre unter Dieben Geistervilla Arielle, die Meerjungfrau |
| Bester Horrorfilm            |                                                         | Talk to Me                                     | Barbarian Evil Dead Rise Insidious: The Red Door Renfield Scream VI Smile – Siehst du es auch? |
| Bester Action-/Adventurefilm |                                                         | Mission: Impossible – Dead Reckoning Teil Eins | Bullet Train The Equalizer 3 – The Final Chapter Fast & Furious 10 John Wick: Kapitel 4 The Woman King |
| Bester Thriller              |                                                         | Oppenheimer                                    | Don’t Worry Darling Glass Onion: A Knives Out Mystery The Lesson The Menu Knock at the Cabin |
| Bester internationaler Film  |                                                         | Sisu (Finnland)                                | Madeleine Collins (Frankreich) Missing () L’origine du mal (Frankreich/Kanada) Ransomed (Südkorea) Gæsterne (Dänemark) |
| Bester Independentfilm       |                                                         | Pearl                                          | Aporia Brooklyn 45 Fall – Fear Reaches New Heights A Great Place to Call Home The Tutor |
| Bester Animationsfilm        |                                                         | Spider-Man: Across the Spider-Verse            | Elemental Der gestiefelte Kater: Der letzte Wunsch Der Super Mario Bros. Film Suzume Teenage Mutant Ninja Turtles: Mutant Mayhem |
| Beste Comicverfilmung        |                                                         | Guardians of the Galaxy Vol. 3                 | Ant-Man and the Wasp: Quantumania Black Panther: Wakanda Forever Blue Beetle The Flash |
| Beste Regie                  | James Cameron                                           | Avatar: The Way of Water                       | Greta Gerwig für Barbie James Gunn für Guardians of the Galaxy Vol. 3 James Mangold für Indiana Jones und das Rad des Schicksals Mark Mylod für The Menu Christopher Nolan für Oppenheimer Danny Philippou & Michael Philippou für Talk to Me |
| Bestes Drehbuch              | James Cameron Rick Jaffa Amanda Silver                  | Avatar: The Way of Water                       | Noah Baumbach & Greta Gerwig für Barbie Seth Reiss & Will Tracy für The Menu Erik Jendresen & Christopher McQuarrie für Mission: Impossible – Dead Reckoning Teil Eins Christopher Nolan für Oppenheimer Ti West & Mia Goth für Pearl |
| Bester Schnitt               | Jennifer Lame                                           | Oppenheimer                                    | Stephen E. Rivkin, David Brenner, John Refoua & James Cameron für Avatar: The Way of Water Dylan Highsmith, Kelly Matsumoto, Corbin Mehl & Laura Yanovich für Fast & Furious 10 Andrew Buckland, Michael McCusker & Dirk Westervelt für Indiana Jones und das Rad des Schicksals Nathan Orloff für John Wick: Kapitel 4 Eddie Hamilton für Mission: Impossible – Dead Reckoning Teil Eins                                                                                             |
| Beste Spezialeffekte         | Joe Letteri Richard Baneham Eric Saindon Daniel Barrett | Avatar: The Way of Water                       | Jay Cooper, Ian Comley, Andrew Roberts & Neil Corbould für The Creator Stéphane Ceretti, Alexis Wajsbrot, Guy Williams & Daniel Sudick für Guardians of the Galaxy Vol. 3 Andrew Whitehurst, Kathy Siegel, Robert Weaver & Alistair Williams für Indiana Jones und das Rad des Schicksals Alex Wuttke, Simone Coco, Jeff Sutherland & Neil Corbould für Mission: Impossible – Dead Reckoning Teil Eins Andrew Jackson, Giacomo Mineo, Scott Fisher & David Drzewiecki für Oppenheimer |
| Beste Musik                  | John Williams                                           | Indiana Jones und das Rad des Schicksals       | Simon Franglen für Avatar: The Way of Water Mark Ronson & Andrew Wyatt für Barbie Alan Menken für Arielle, die Meerjungfrau Marco Beltrami für Renfield Daniel Pemberton für Spider-Man: Across the Spider-Verse |
| Beste Ausstattung            | Sarah Greenwood                                         | Barbie                                         | Dylan Cole & Ben Procter für Avatar: The Way of Water Beth Mickle für Guardians of the Galaxy Vol. 3 Kevin Kavanaugh für John Wick: Kapitel 4 Ruth De Jong für Oppenheimer Alec Hammond für Renfield |
| Bestes Kostüm                | Jacqueline Durran                                       | Barbie                                         | Bob Buck & Deborah Lynn Scott für Avatar: The Way of Water Ruth E. Carter für Black Panther: Wakanda Forever Judianna Makovsky für Guardians of the Galaxy Vol. 3 Joanna Johnston für Indiana Jones und das Rad des Schicksals Ellen Mirojnick für Oppenheimer |
| Bestes Make-Up               | Donald Mowat                                            | Der Pakt                                       | Luke Polti für Evil Dead Rise Alexei Dmitriew für Guardians of the Galaxy Vol. 3 Luisa Abel & Jason Hamer für Oppenheimer Alec Gillis & Tom Woodruff junior für Prey Christien Tinsley für Renfield |
| Bester Hauptdarsteller       | Harrison Ford                                           | Indiana Jones und das Rad des Schicksals       | Ralph Fiennes für The Menu Ben Kingsley für A Great Place to Call Home Cillian Murphy für Oppenheimer Chris Pratt für Guardians of the Galaxy Vol. 3 Keanu Reeves für John Wick: Kapitel 4 Sam Worthington für Avatar: The Way of Water |
| Beste Hauptdarstellerin      | Margot Robbie                                           | Barbie                                         | Viola Davis für The Woman King Mia Goth für Pearl Anya Taylor-Joy für The Menu Amber Midthunder für Prey Zoe Saldana für Avatar: The Way of Water |
| Bester Nebendarsteller       | Nicolas Cage                                            | Renfield                                       | Robert Downey Jr. für Oppenheimer Ryan Gosling für Barbie Michael Keaton für The Flash Stephen Lang für Avatar: The Way of Water Mads Mikkelsen für Indiana Jones und das Rad des Schicksals |
| Beste Nebendarstellerin      | Emily Blunt                                             | Oppenheimer                                    | Angela Bassett für Black Panther: Wakanda Forever Jane Curtin für A Great Place to Call Home Melissa McCarthy für Arielle, die Meerjungfrau Phoebe Waller-Bridge für Indiana Jones und das Rad des Schicksals Sophie Wilde für Talk to Me |
| Bester Nachwuchsschauspieler | Xolo Maridueña                                          | Blue Beetle                                    | Halle Bailey für Arielle, die Meerjungfrau Vivien Lyra Blair für The Boogeyman Jack Champion für Avatar: The Way of Water Violet McGraw für M3GAN Noah Schnapp für The Tutor |

### Fernsehen
| Kategorie                              | Preisträger     | Serie                         | Nominierungen |
| -------------------------------------- | --------------- | ----------------------------- | --- |
| Beste Science-Fiction-Serie            |                 | Star Trek: Picard             | Andor Foundation The Mandalorian Peripherie Silo Star Trek: Strange New Worlds |
| Beste Fantasyserie                     |                 | Wednesday                     | Ghosts Good Omens Der Herr der Ringe: Die Ringe der Macht The Last of Us Mayfair Witches Schmigadoon! |
| Beste Horrorserie                      |                 | The Last of Us                | American Horror Story Chucky Fear the Walking Dead From Interview with the Vampire What We Do in the Shadows |
| Beste Action-/Adventure-/Thrillerserie |                 | Outlander                     | La Brea Manifest Quantum Leap – Zurück in die Vergangenheit Tom Clancy’s Jack Ryan The Witcher Yellowjackets |
| Beste Fernsehpräsentation              |                 | Werewolf by Night             | Black Mirror Guillermo del Toro’s Cabinet of Curiosities Hocus Pocus 2 Gänsehaut um Mitternacht Mrs. Davis The Munsters |
| Beste Superheldenserie                 |                 | Superman & Lois               | Doom Patrol The Flash Sandman Secret Invasion She-Hulk: Die Anwältin Stargirl |
| Beste Animationsserie                  |                 | Star Wars: The Bad Batch      | Chainsaw Man Gremlins: Secrets of the Mogwai Guillermo del Toros Pinocchio Harley Quinn My Adventures with Superman Star Trek: Lower Decks |
| Best New Genre Television Series       |                 | Andor                         | The Ark The Last of Us Der Herr der Ringe: Die Ringe der Macht Silo The Walking Dead: Dead City Wednesday |
| Bester TV-Hauptdarsteller              | Patrick Stewart | Star Trek: Picard             | Tyler Hoechlin für Superman & Lois Sam Heughan für Outlander Diego Luna für Andor Anson Mount für Star Trek: Strange New Worlds Pedro Pascal für The Last of Us Harold Perrineau, Jr. für From                                                                      |
| Beste TV-Hauptdarstellerin             | Caitríona Balfe | Outlander                     | Lauren Cohan für The Walking Dead: Dead City Emma D’Arcy für House of the Dragon Rebecca Ferguson für Silo Tatiana Maslany für She-Hulk: Die Anwältin Rose McIver für Ghosts Elizabeth Tulloch für Superman & Lois                                                  |
| Bester TV-Nebendarsteller              | Jonathan Frakes | Star Trek: Picard             | Harvey Guillén für What We Do in the Shadows Ernie Hudson für Quantum Leap – Zurück in die Vergangenheit Ethan Peck für Star Trek: Strange New Worlds Edward Speleers für Star Trek: Picard Matt Smith für House of the Dragon Todd Stashwick für Star Trek: Picard |
| Beste TV-Nebendarstellerin             | Jeri Ryan       | Star Trek: Picard             | Jess Bush für Star Trek: Strange New Worlds Celia Rose Gooding für Star Trek: Strange New Worlds Genevieve O’Reilly für Andor Katee Sackhoff für The Mandalorian Sophie Skelton für Outlander Rebecca Wisocky für Ghosts                                            |
| Bester TV-Gastdarsteller               | Paul Wesley     | Star Trek: Strange New Worlds | Gael García Bernal für Werewolf by Night Giancarlo Esposito für The Mandalorian Nick Offerman für The Last of Us Amanda Plummer für Star Trek: Picard Andy Serkis für Andor Catherine Zeta-Jones für Wednesday                                                      |
| Bester TV-Nachwuchsschauspieler        | Jenna Ortega    | Wednesday                     | Milly Alcock für House of the Dragon Freya Allan für The Witcher Zackary Arthur für Chucky Brec Bassinger für Stargirl Bella Ramsey für The Last of Us Igby Rigney für Gänsehaut um Mitternacht                                                                     |

### Homevideo
| Kategorie                                                   | Preisträger | Film/Serie                                        | Nominierungen |
| ----------------------------------------------------------- | ----------- | ------------------------------------------------- | --- |
| Beste 4K-Blu-ray-Veröffentlichung                           |             | John Wick: Kapitel 4                              | Die Abenteuer des Baron Münchhausen Cujo Der Exorzist: 50th Anniversary Edition In einer kleinen Stadt Star Trek: Der Film – The Director’s Edition Leben und Sterben in L.A.                                                                     |
| Beste Veröffentlichung eines Klassikers                     |             | Invasion vom Mars (in 4K)                         | Attack of the 50 Foot Woman Gefahr aus dem Weltall (in 4K) It! The Terror from Beyond Space (in 4K) Botschafter der Angst (in 4K) Die Nacht des Jägers (in 4K) Das Geheimnis der Inkas                                                            |
| Beste DVD- oder Blu-ray-Kollektion                          |             | Die Superman-5-Film-Kollektion (1978–1987, in 4K) | Die Arsène-Lupin-Kollektion Irwin Allen: Master-of-Disaster-Kollektion Die Mr.-Wong-Kollektion Shawscope: Volume Two Universal Classic Monsters: Icons of Horror, Volume 2 (in 4K) Warner Bros. 100th Anniversary 25-Film-Kollektion: Volume Four |
| Beste DVD- oder Blu-ray-Veröffentlichung einer Fernsehserie |             | Night Gallery (Staffel 3)                         | Interview with the Vampire (Staffel 1) Better Call Saul: Die komplette Serie Creepshow (Staffel 3) Doctor Who: The Abominable Snowmen Loki (Staffel 1, in 4K) Quantum Leap – Zurück in die Vergangenheit (Staffel 1)                              |